# Grupo de Forcados Amadores de Safara
O Grupo de Forcados Amadores de Safara é um grupo de forcados sedeado em Safara, município de Moura, no Baixo Alentejo. Os Amadores de Safara foram fundados em 1975.

## História
O Grupo teve origem num conjunto de jovens de Safara, uma freguesia do município de Moura, que conta uma longa ligação à tauromaquia. 
O Grupo teve como grande impulsionador Domingos Carapêncio e como Cabo fundador Francisco Lopes. A estreia do Grupo decorreu em Safara a 4 de Setembro de 1975.

## Cabos
1. Francisco Lopes (1975–1979)
2. António Fialho (1979–1987)
3. João Lampreia (1987–1992)
4. Rui Gato Rodrigues (1992–1999)
5. Luís Pamol (1999–2002)
6. Luís Caeiro (2002–2004)
7. Rafael Antunes (2004–2006)
8. Luis Gato (2006-2008)
9. Pedro Lúcio (2008–presente)